# Boris Alexandrowitsch Fingert
Boris Alexandrowitsch Fingert (russisch Борис Александрович Фингерт; * 1890; † 1960) war ein sowjetischer Psychologe, Ökonom und Philosoph.
Fingert war Direktor des 1924 gegründeten Instituts für Wissenschaftliche Pädagogik in Leningrad. 1953 wurde er wegen „Kosmopolitismus“ aus der KPdSU ausgeschlossen.